# Beautiful World (Take That)
Beautiful World è un album del gruppo musicale britannico Take That, pubblicato nel 2006.

## Descrizione
Il disco è uscito il 26 novembre 2006 in Europa e il 27 novembre 2006 nel Regno Unito. Segna il loro ritorno sulle scene dopo dieci anni dallo scioglimento del gruppo, causato dai contrasti con Robbie Williams, ex membro della band che, dopo essersi allontanato dai Take That, ha avuto successo come solista.
Beautiful World ha riscosso grande successo in tutto il mondo ed è il primo album dei Take That in cui tutti i membri della band cantano come voce principale in almeno una canzone. Proprio in questo album infatti Jason Orange ha inciso la sua prima canzone come cantante (il singolo Wooden Boat).

## Tracce
Edizione standard
1. Reach Out – 4:16 (Take That, John Shanks)
2. Patience – 3:22 (Take That, John Shanks)
3. Beautiful World – 4:25 (Take That, Steve Robson)
4. Hold on – 3:56 (Take That, John Shanks)
5. Like I Never Loved You at All – 3:44 (Take That, John Shanks)
6. Shine – 3:31 (Take That, Steve Robson)
7. I'd Wait for Life – 4:33 (Take That)
8. Ain't No Sense in Love – 3:51 (Take That, Billy Mann)
9. What You Believe in – 4:32 (Take That, Anders Bagge)
10. Mancunian Way – 3:48 (Take That, Eg White)
11. Wooden Boat/Butterfly (Hidden Track) – 7:45 (Take That, Billy Mann, John Shanks)

Bonus track
1. Wooden Boat – 3:03 (Take That, Billy Mann, John Shanks)
2. Butterfly – 3:42 (Take That, John Shanks)
3. 6 in the Morning Fool (edizione giapponese) – 3:37 (Take That)

Tour Souvenir Edition
1. Reach Out – 4:16
2. Patience – 3:22
3. Beautiful World – 4:25
4. Hold on – 3:56
5. Like I Never Loved You at All – 3:44
6. Shine – 3:31
7. I'd Wait for Life – 4:33
8. Ain't No Sense in Love – 3:51
9. What You Believe in – 4:32
10. Mancunian Way – 3:48
11. Wooden Boat – 3:03
12. Butterfly – 3:42
13. Beautiful Morning – 3:37
14. We All Fall Down – 3:50
15. Rule the World – 4:59

Tour Souvenir Edition Bonus DVD Videoclip
1. Patience – 3:22
2. Shine – 3:31
3. I'd Wait for Life – 4:33
4. Rule the World – 4:58
5. The Making of Beautiful World

## Formazione
Gruppo
- Gary Barlow - voce, piano
- Howard Donald - voce
- Mark Owen - voce
- Jason Orange - voce

Collaboratori
- Jake Davies – tastiere
- London Session Orchestra – orchestra, diretta da Gavyn Wright
- Jamie Muhoberac – tastiere
- Jeff Rothschild – batteria
- John Shanks – basso, chitarra, tastiere

## Classifiche
| Classifica (2006) | Posizione raggiunta |
| ----------------- | ------------------- |
| Australia         | 32                  |
| Austria           | 8                   |
| Belgio (Fiandre)  | 62                  |
| Danimarca         | 2                   |
| Olanda            | 33                  |
| Europa            | 3                   |
| Germania          | 2                   |
| Irlanda           | 1                   |
| Italia            | 25                  |
| Giappone          | 40                  |
| Norvegia          | 34                  |
| Spagna            | 16                  |
| Svezia            | 40                  |
| Svizzera          | 6                   |
| Regno Unito       | 1                   |